# Jezioro Unimskie

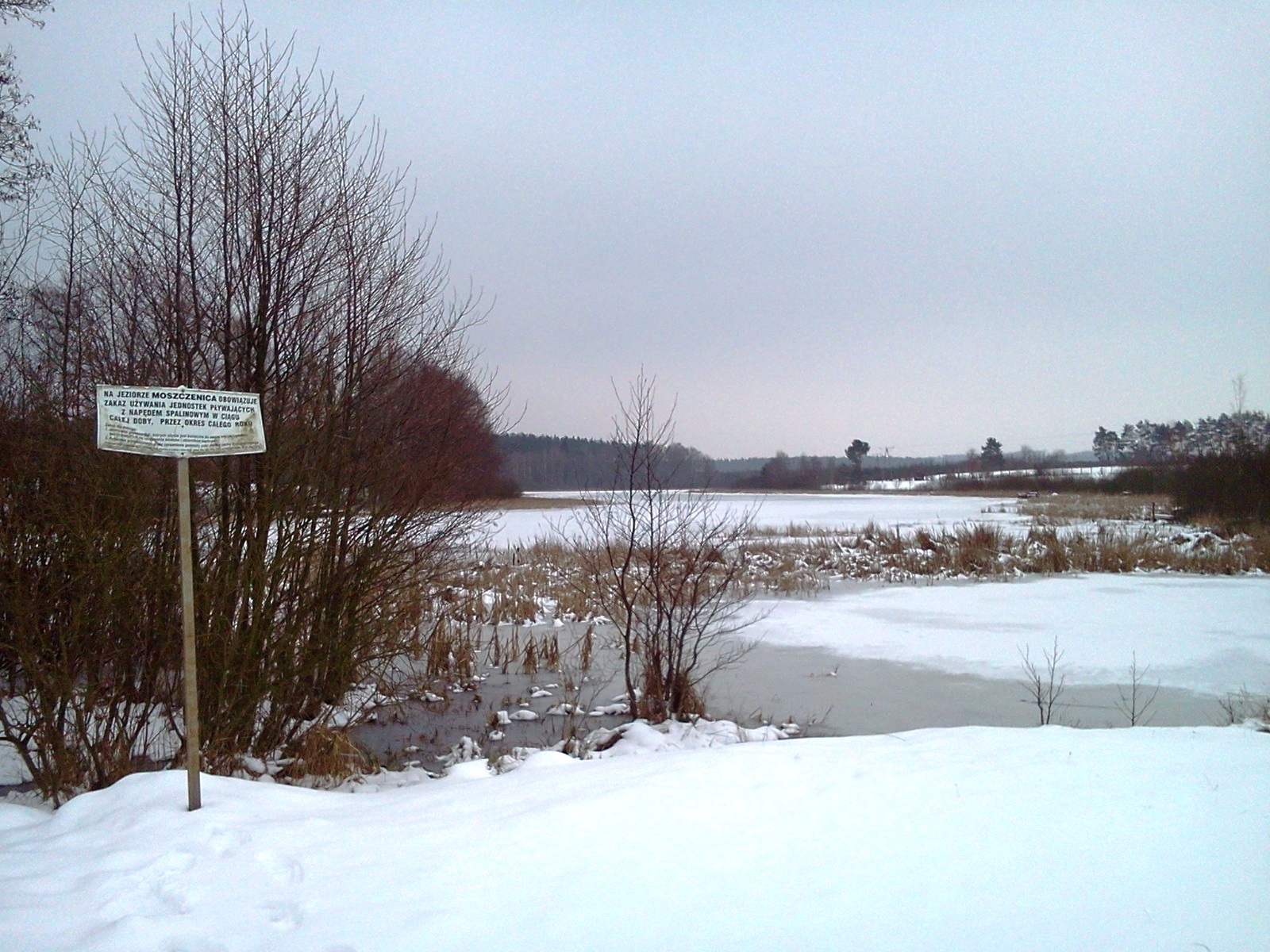
Jezioro Unimskie zimą (Moszczenica)

Jezioro Unimskie (potocznie Moszczenica) – małe jezioro na Wysoczyźnie Łobeskiej, położone w gminie Łobez, w powiecie łobeskim, w woj. zachodniopomorskim. Powierzchnia zbiornika wynosi 5,26 ha i w typologii rybackiej jest jeziorem karasiowym.
Nad zachodnim brzegiem jeziora leży wieś Unimie.
Jezioro Unimskie posiada rynnowy kształt i jest położone w otoczeniu leśno-łąkowym Przy południowym brzegu zostało wytyczone kąpielisko z pomostem i polem namiotowym.
Jezioro należy do zlewni rzeki Regi.
Na wodach Jeziora Unimskiego obowiązuje zakaz używania jednostek pływających z napędem spalinowym.
W 1955 roku zmieniono urzędowo niemiecką nazwę jeziora – Motzel-See, na polską nazwę – Moczal. W 2006 roku Komisja Nazw Miejscowości i Obiektów Fizjograficznych w wykazie hydronimów przedstawiła nazwę Jezioro Unimskie.